# Claude Bernatchez
Pour l’article homonyme, voir Bernatchez.
 (août 2025).
Motif : Insuffisamment de sources secondaires démontrant le notoriété requise pour un article Cf WP:CAA et WP:NPER
- Archive Wikiwix
- Bing
- Cairn
- DuckDuckGo
- E. Universalis
- Gallica
- Google
- G. Books
- G. News
- G. Scholar
- Persée
- Qwant
- (zh) Baidu
- (ru) Yandex
- (wd) trouver des œuvres sur Wikidata

| 1. | Préciser le motif de la pose du bandeau. | Précisez le motif de la pose du bandeau en utilisant la syntaxe suivante : {{admissibilité à vérifier\|date=août 2025\|motif=remplacez ce texte par le motif}}                         |
| 2. | Informer les utilisateurs concernés.     | Pensez à avertir le créateur de l'article, par exemple, en insérant le code ci-dessous sur sa page de discussion : {{subst:avertissement admissibilité à vérifier\|Claude Bernatchez}} |

Claude Bernatchez est animateur de radio de Québec, né le 2 décembre 1964. De 2005 à 2022, il anime Première heure, l'émission du matin de CBVT Radio-Canada au 106.3 sur la bande FM. Auparavant, il a animé la radio à Edmonton, à Toronto et à Trois-Rivières. 
Originaire de Québec, Claude Bernatchez est titulaire d'un baccalauréat en science politique de l'Université Laval obtenu en 1986.